# Jelena Diković
Jelena Diković (srp.: Јелена Диковић; Užice, 9. svibnja 1981.), srbijanska je novinarka i feministica, jedno od najznačajnih imena tiskanog novinarstva u Srbiji.

## Životopis
Jelena Diković je rođena 1981. godine u Užicu. Odrasla je u Kosjeriću, gdje je završila Osnovnu školu Mito Igumanović. Gimnaziju Sveti Sava završila je u Požegi. Godine 2000. godine upisala je Fakultet političkih znanosti Sveuličišta u Beogradu, koji je diplomirala 2005. godine. Na istom fakultetu je 2018. godine magistirala s temom: Lezbijske zajednice u Srbiji i SAD - uporedna analiza. Tom prilikom je stekla zvanje magistrice politologije za međunarodne odnose.
Od 2006. godine je novinarka lista Danas. Pokriva oblasti tranzicione pravde, te ljudskih prava i sloboda (prava LGBT osoba, nasilje prema ženama, romska pitanja, itd). Lipnja 2022. na redovnoj Izbornoj skupštini Nezavisnog udruženja novinara Srbije (NUNS), izabrana je za članicu
Izvršnog odbora, za naredne četiri godine. Od rujna 2022. urednica je rubrike Svijet na portalu lista Danas.[nedostaje izvor]
U listopadu 2021. godine, došla je u fokus javnosti, kada je video snimkom zabilježila događaj, na kojem su umjetnica Jelena Jaćimović i aktivistica za ljudska prava Aida Ćorović, izrevoltirane odlukom MUP-a Srbije da zabrani prekrečavanje murala Ratka Mladića, bacale kokošja jaja na mural u Njegoševoj ulici u Beogradu. Snimak tog događaja, koji je Diković uživo emitovala na društvenim mrežama, postao je dokaz režimske i policijske brutalnosti protiv političkih neistomišljenika u Srbiji. Snimak ovog događaja pregledalo je više od milijun ljudi i bio je jedini snimak događaja koji su prenosili mediji u svijetu.
Pored lista Danas, Diković objavljuje tekstove u magazinima: Brand Magazin, Total Music i Karakter. Govori engleski, a služi se francuskim i španjolskim jezikom. 
Živi u Beogradu.  

### Prijetnje
Vojislav Šešelj je 2018. godine, tijekom jednog suđenja za masakr 1.313 Bošnjaka u mjestu Kravice pokraj Srebrenice, u sudnici, i to u dijelu gdje sjedi publika, prijetio da će Jelenu Diković njegovi radikali "presvući u plavo", odnosno prebiti, jer mu je rekla: "Da sam i ja Žena u crnom", dok je govorio najogavnije stvari o koordinatorici organizacije Žene u crnom Staši Zajović, odnosno da je "to trebalo udaviti čim se rodilo". Pošto Zajović nije bila prisutna u sudnici, na njegovo pitanje ima li Žena u crnom, Diković je podigla ruku i rekla da ima.
Nakon što je pisala o nedoličnom ponašanju Srećka Popovića – jednog od optuženih u predmetu Ćuška – o njegovoj psovki "j... vam pas mater" upućenoj sudskom vijeću, pa napadu na prevoditelja u sudnici samo zato što je Albanac, pa dobacivanju Albanki, koja je svjedočila o ubojstvu sina, pa napadanju tužitelja Bruna Vekarića da je nelojalan državi Srbiji – Popović je Jeleni Diković zaprijetio na stanki jednog od suđenja. Vikao je na nju: "Jesi li ja ta novinarka koja piše o meni..." Diković je tom prilikom rekla da nije i na taj način se spasila.
Ožujka 2020. godine ispred Specijalnog suda u Beogradu novinarka Jelena Diković je praćena i zastrašivana od nepoznate osobe, koja ju je prije toga ometala dok je vodila intervju sa sugovornicima nakon glavnog sudskog pretresa za zločin u Štrpcima.
Tijekom lipnja 2020. godine, u prostoru suda maltretirao ju je optuženi, sada već osuđeni ratni zločinac Željko Budimir, čovjek koji se tada teretio za ratne zločine iz 1992. godine. Čim je shvatio tko je Jelena Diković, odmah ju je krenuo vrijeđati. Govorio joj je, da je pisala neistine o njemu, kako ga lažima predstavlja kao zločinca i slično. Uspjela ga je prekinuti, a potom mu reći, da ako ima nešto protiv nje i njenih tekstova da za to postoje demanti i pritužbe. Međutim, to ga nije spriječilo da i dalje nastavi da ju vrijeđa.

## Priznanja
- Godišnja medijska nagrada za toleranciju Povjerenika i OESS-a (2016)
- Nagrada organizacije FOSDI za članak o diskriminaciji žena u Vojsci Srbije (2016)
- Godišnja medijska nagrada za toleranciju Povjerenika i OESS-a (2019)[9]

## Vanjske poveznice
- Jelena Diković  Arhivirana inačica izvorne stranice od 5. lipnja 2021. (Wayback Machine)